# Sellraintal
Het Sellraintal is een zijdal van het Inndal in de Oostenrijkse deelstaat Tirol. Het dal wordt doorstroomd door de Melach en de hierin uitmondende Zirmbach. In het dal liggen, van noord naar zuid, de gemeenten St. Sigmund im Sellrain, Gries in Sellrain en Sellrain. Het V-vormige dal begint bij de pas over Kühtai op een hoogte van 2017 meter en loopt naar Kematen in Tirol, waar het tegenover de Martinswand uitmondt in het Inndal. Het dal loopt grotendeels evenwijdig aan het Oberinntal. Ten westen van Kühtai begint het aangrenzende Nedertal dat naar Oetz in het Ötztal loopt. Vanaf het in dit dal gelegen Ochsengarten loopt een pasverbinding naar Haiming in het Inndal.
De hoofdweg door het dal, de Sellraintalstraße (L13), wordt voortdurend bedreigd door (modder)lawines en steenslag en daarom is de weg van een uitgebreid netwerk van beschermingswerken voorzien, zoals een groot aantal galerijen. Het dal heeft tot bij Kühtai bijna geen toeristische functie. Ook de landbouw wordt door de aanwezigheid van de vele steile hellingen dusdanig bemoeilijkt, dat inzet van landbouwmachines nauwelijks mogelijk is.